# Altxe
Altxe, Alshe o Alše era un regne pre-armeni situat a l'oest del llac Van. Era al cor del Nairi, un país format per dotzenes de petits reis contra el que van combatre els hitites. Cap a la segona meitat del segle xv aC Mitanni el va sotmetre a tribut, i cap al 1350 aC es va independitzar i es va aliar a Assíria.
Subiluliuma I, el gran rei hitita, va creuar a la part oriental de l'Eufrates potser l'any 1330 aC i es va apoderar d'Ishuwa, un regne hurrita del que ja en dominava la part a l'oest de l'Eufrates i tot seguit va entrar a Altxe, situat just al sud, i al districte de Kutmar, i va instal·lar com a príncep vassall a Antaratli d'Altxe, al que va cedir Kutmar.
Sabem que amb el rei hitita Tudhalias IV (1255 aC-1230 aC) el regne d'Altxe es decantava cap a Assíria en la lluita d'influències que sostenia aquest regne amb els hitites. Amb el rei assiri Tukultininurta I (1255-1218 aC), els assiris van derrotar una coalició de reis del Nairi a la regió del llac Van entre els quals hi havia el rei d'Alzi, identificat amb l'Altxe dels hitites però que també podria ser l'Azzi, més al nord. No se'n tenen proves escrites però de ben segur no va desaparèixer fins a la unificació dels regnes del Nairi en el regne conegut com a Urartu cap al 880 aC.